# Division II i fotboll 1980
Division II i fotboll 1980 var 1980 års säsong av Division II som bestod av 2 serier med 14 lag i varje serie. Det var då Sveriges näst högsta division. Varje serievinnare gick upp till Allsvenskan och de tre sämsta degraderades till Division III. Det gavs 2 poäng för vinst, 1 poäng för oavgjort och 0 poäng för förlust.

## Serier

### Norra
AIK vann serien och gick upp till Allsvenskan.
| Nr | Lag                   | S  | V  | O  | F  | GM | IM | MS  | P  |
| -- | --------------------- | -- | -- | -- | -- | -- | -- | --- | -- |
| 1  | AIK (N)               | 26 | 18 | 5  | 3  | 60 | 19 | +41 | 41 |
| 2  | Örebro SK             | 26 | 16 | 6  | 4  | 52 | 14 | +38 | 38 |
| 3  | Vasalunds IF          | 26 | 12 | 9  | 5  | 39 | 30 | +9  | 33 |
| 4  | Karlstads BK (U)      | 26 | 14 | 4  | 8  | 32 | 31 | +1  | 32 |
| 5  | Västerås SK           | 26 | 13 | 5  | 8  | 45 | 40 | +5  | 31 |
| 6  | IFK Västerås          | 26 | 9  | 9  | 8  | 35 | 30 | +5  | 27 |
| 7  | IFK Eskilstuna        | 26 | 9  | 9  | 8  | 32 | 32 | 0   | 27 |
| 8  | Degerfors IF          | 26 | 9  | 7  | 10 | 37 | 39 | −2  | 25 |
| 9  | GIF Sundsvall         | 26 | 6  | 11 | 9  | 28 | 34 | −6  | 23 |
| 10 | Gefle IF/Brynäs (U)   | 26 | 7  | 8  | 11 | 29 | 36 | −7  | 22 |
| 11 | Sandvikens IF         | 26 | 6  | 10 | 10 | 25 | 34 | −9  | 22 |
| 12 | BK Forward (U)        | 26 | 4  | 9  | 13 | 26 | 44 | −18 | 17 |
| 13 | IF Brommapojkarna (U) | 26 | 6  | 4  | 16 | 35 | 55 | −20 | 16 |
| 14 | Hudiksvalls ABK       | 26 | 2  | 6  | 18 | 26 | 63 | −37 | 10 |

### Södra
Serien var otroligt jämn: inför den allra sista omgången ledde IFK Malmö på 31 poäng och +6 i målskillnad, före Örgryte IS och Gais, som bägge låg på 29 poäng och +12. Även Grimsås IF på fjärde plats hade en teoretisk chans att bli allsvenskt, och de fyra topplagen skulle dessutom möta varandra i sista omgången: Malmö–Gais och Örgryte–Grimsås.
IFK Malmö, för vilka oavgjort mot Gais skulle räcka, höll länge 0–0 och var då i Allsvenskan, men i matchens slutminut fick Gais en straff som Sten Pålsson slog i mål till 0–1. Då Grimsås verkade ha klarat oavgjort 2–2 mot Öis och det allsvenska avancemanget därmed var klart sprang jublande Gaisfans in på planen, ovetande om att matchen i Göteborg var sex minuter försenad. I slutminuterna, mitt under Gais firande, fick Örgryte straff, och Sten-Olov Berg slog in 3–2 för Öis, som därmed tog sig förbi Gais. Klubbarna hade samma poäng och samma målskillnad, och Gais hade vunnit båda derbyna, men ändå var det Öis som tog hem serien i kraft av fler gjorda mål, då man hade 45–32 mot Gais 35–22.
| Nr | Lag                  | S  | V  | O  | F  | GM | IM | MS  | P  |
| -- | -------------------- | -- | -- | -- | -- | -- | -- | --- | -- |
| 1  | Örgryte IS           | 26 | 12 | 7  | 7  | 45 | 32 | +13 | 31 |
| 2  | Gais                 | 26 | 13 | 5  | 8  | 35 | 22 | +13 | 31 |
| 3  | IFK Malmö            | 26 | 11 | 9  | 6  | 30 | 25 | +5  | 31 |
| 4  | Grimsås IF           | 26 | 11 | 7  | 8  | 29 | 24 | +5  | 29 |
| 5  | Helsingborgs IF      | 26 | 10 | 8  | 8  | 33 | 23 | +10 | 28 |
| 6  | BK Häcken            | 26 | 12 | 4  | 10 | 39 | 31 | +8  | 28 |
| 7  | Jönköpings Södra IF  | 26 | 11 | 6  | 9  | 34 | 31 | +3  | 28 |
| 8  | IS Halmia (N)        | 26 | 11 | 5  | 10 | 30 | 28 | +2  | 27 |
| 9  | Karlskrona AIF (U)   | 26 | 10 | 7  | 9  | 27 | 29 | −2  | 27 |
| 10 | IFK Hässleholm       | 26 | 8  | 9  | 9  | 26 | 33 | −7  | 25 |
| 11 | IK Sleipner          | 26 | 8  | 8  | 10 | 26 | 30 | −4  | 24 |
| 12 | IFK Kristianstad (U) | 26 | 9  | 6  | 11 | 28 | 36 | −8  | 24 |
| 13 | Kalmar AIK           | 26 | 1  | 14 | 11 | 12 | 32 | −20 | 16 |
| 14 | Nyköpings BIS        | 26 | 5  | 5  | 16 | 20 | 38 | −18 | 15 |